# Striostrea prismatica
Striostrea prismatica is een tweekleppigensoort uit de familie van de Ostreidae. De wetenschappelijke naam van de soort is voor het eerst geldig gepubliceerd in 1825 door Gray.